# Głaz (Bukowiec)
Głaz – duża wychodnia w rezerwacie przyrody Diable Skały. Rezerwat znajduje się w szczytowych partiach wzniesienia Bukowiec (530 m), we wsi Bukowiec, w województwie małopolskim, w powiecie nowosądeckim, w gminie Korzenna. Pod względem geograficznym jest to obszar Pogórza Rożnowskiego, będący częścią Pogórza Środkowobeskidzkiego.
Głaz znajduje się przy ścieżce edukacyjnej prowadzącej terenem rezerwatu i jest najdalej na zachód wysunięta skałą wśród skał posiadających nazwę. Ma formę pionowej kazalnicy. Zbudowany jest z gruboławicowych piaskowców ciężkowickich z domieszkami pstrych łupków.

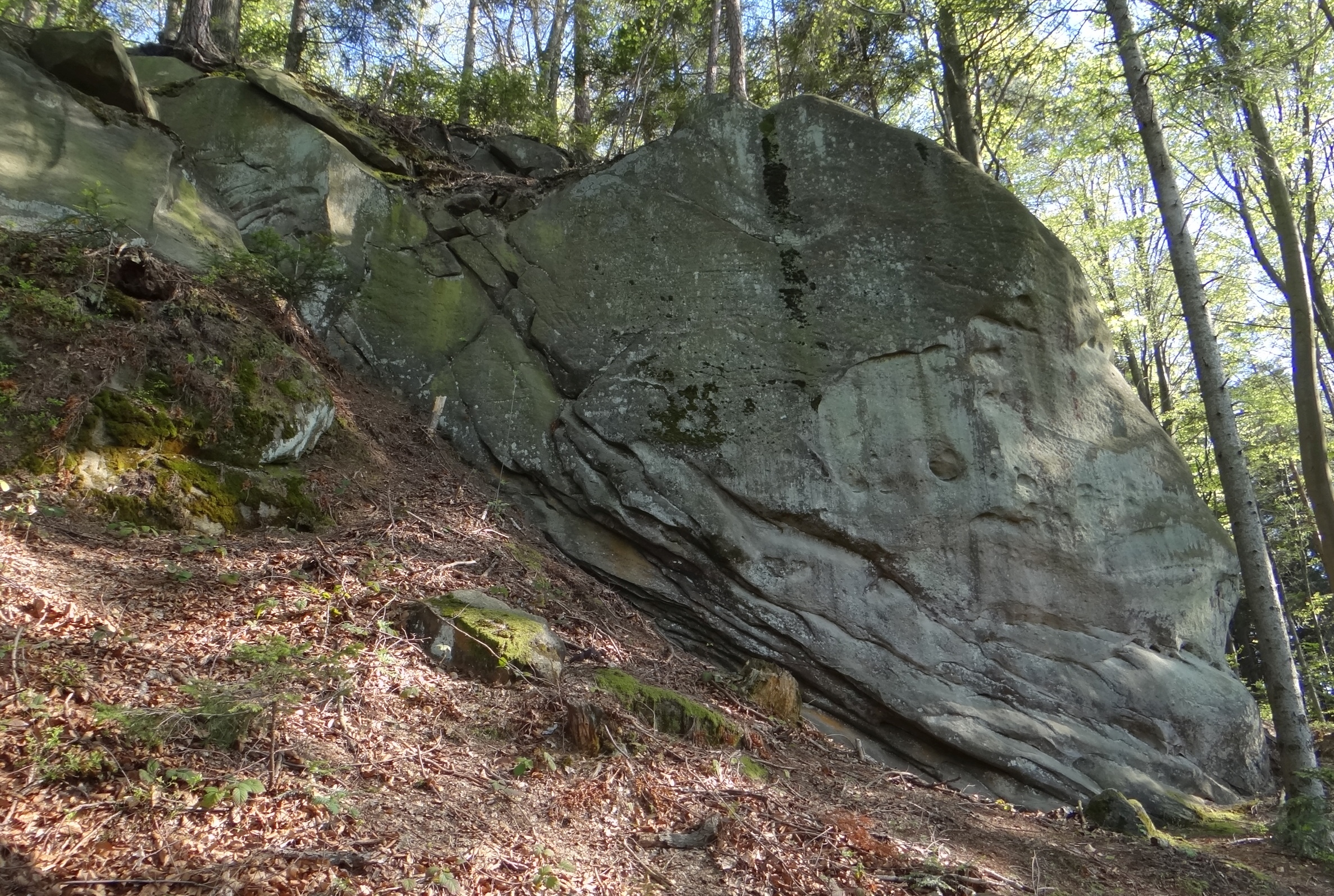
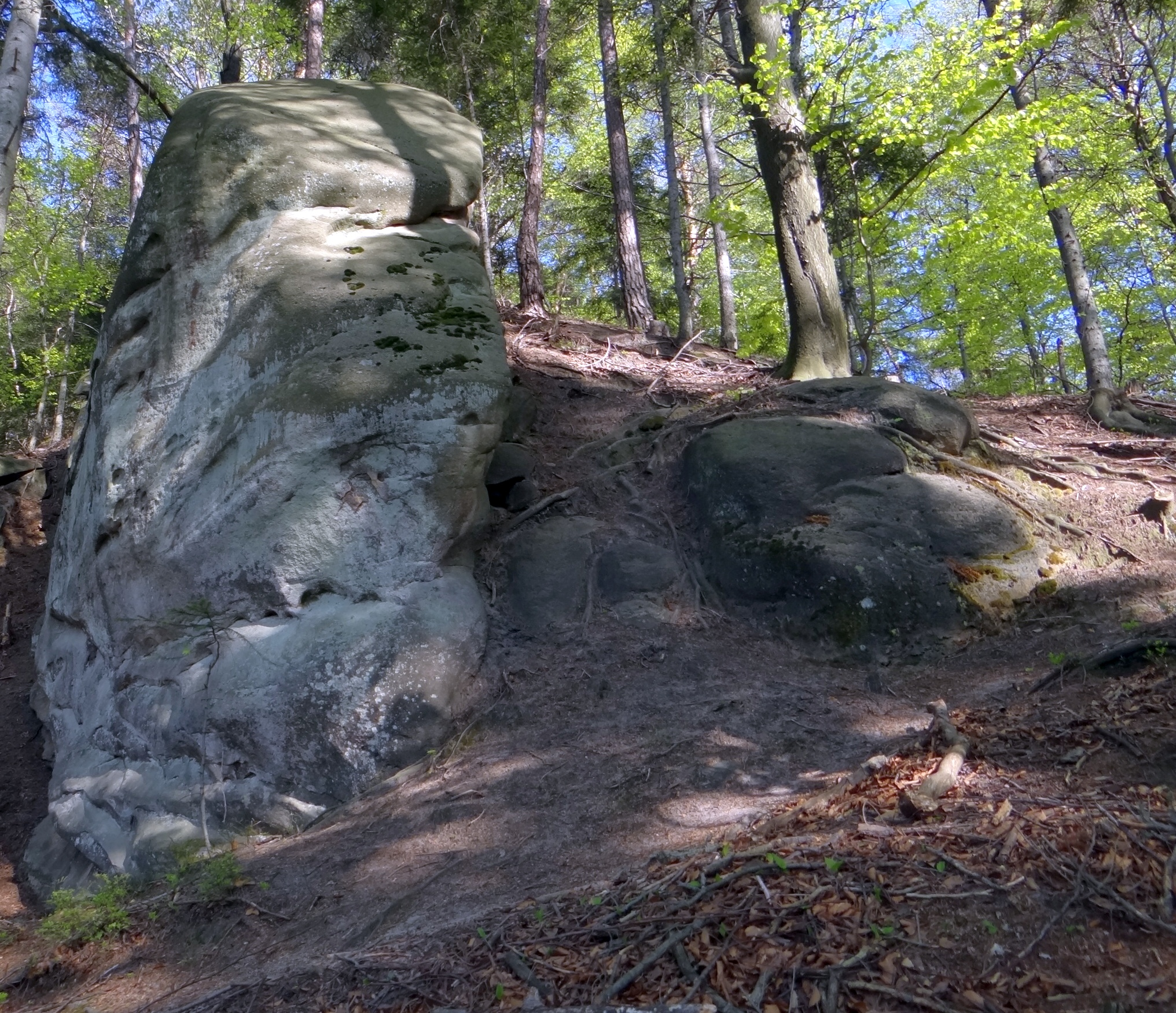
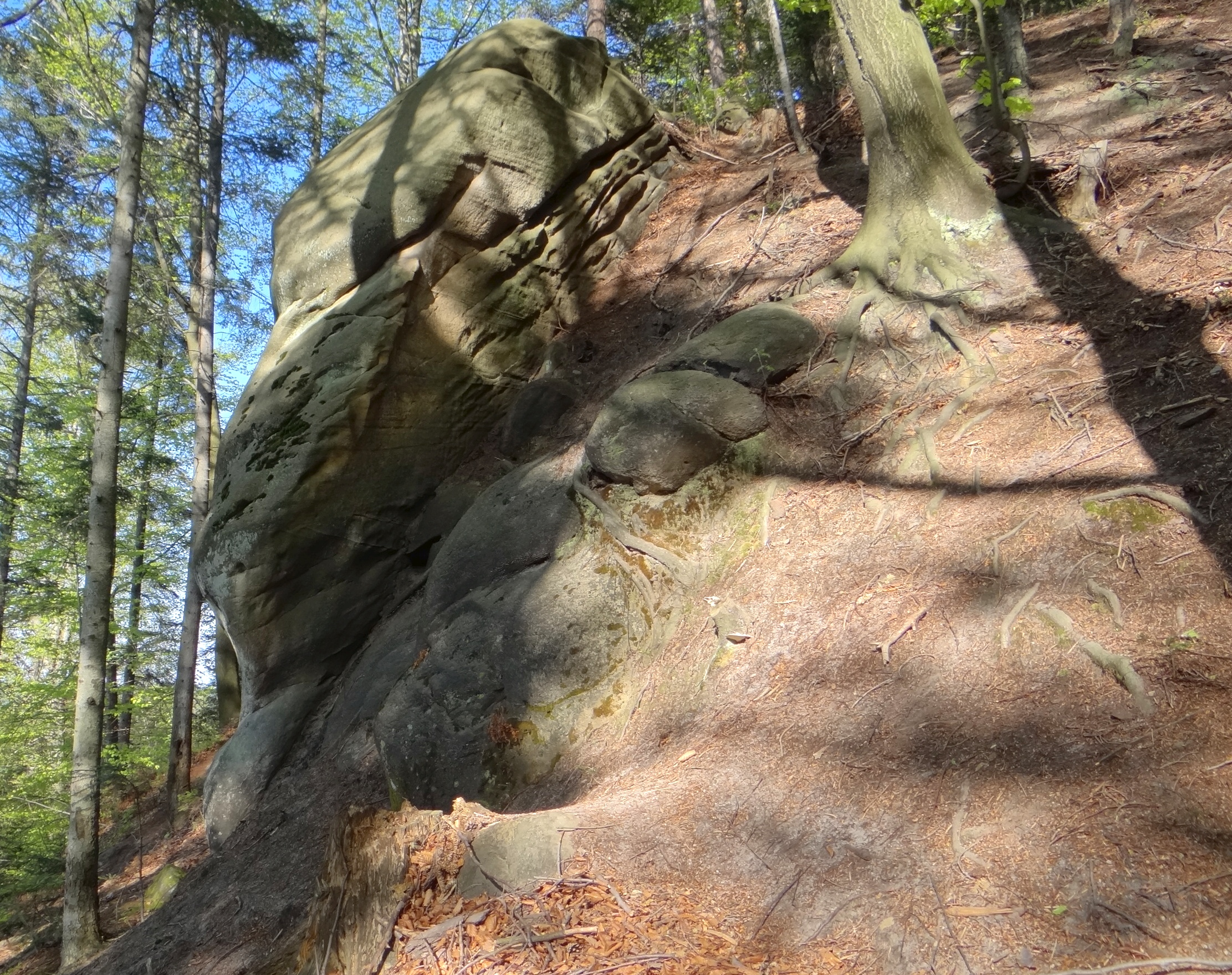

W skale Głaz znajduje się duży okap, a pod nim Jaskinia pod Okapem.